# Shenzhen Football Club
Shenzhen Football Club (Chinês simplificado: 深圳市足球俱乐部), anteriormente conhecido como Shenzhen Ruby, foi um clube de futebol da cidade de Shenzhen, Guangdong. O time disputava a Superliga Chinesa, equivalente a primeira divisão do futebol chinês.
Em 22 de janeiro de 2024, o Shenzhen anunciou a dissolução do clube, após terminar em último lugar na temporada da Superliga Chinesa e ser rebaixado para a segunda divisão.

## Uniformes

### 1º Uniforme
| 2020 | 2019 |

### 2º Uniforme
|  |  |  |  |  |  |  |  |  |  |  |  |  |  |  |  |  |  |  |  |  |  |  |  |  |  | 2019 |

## Títulos

### Nacionais
- Chinese Yi (terceira divisão): 1 (1994)
- Liga Jia-B: 1 (1995)
- Super Liga Chinesa: 1 (2004)

Copas
- Supercopa da China: Vice-campeão (2004,2005)